# Scaptia fenestrata
Scaptia fenestrata är en tvåvingeart som först beskrevs av Macquart 1846.  Scaptia fenestrata ingår i släktet Scaptia och familjen bromsar. Inga underarter finns listade i Catalogue of Life.